# Dindigul
Dindigul (en tamil: திண்டுக்கல் ) est une ville de l’état de Tamil Nadu, en Inde du Sud, et le chef-lieu du district homonyme. En termes démographiques c’est la 11e ville du Tamil Nadu, comptant 292.132 habitants au recensement de 2011.  Même si les industries textiles et les tanneries y sont importantes elle n’en demeure pas moins une ville dont la majorité des habitants sont agriculteurs.  
Se trouvant entre les monts Palani Hills (en) et la région forestière de Sirumalai (en), Dindigul possède une zone forestière de 85 hectares. Un rare spécimen de flore, les fleurs Kurinji, qui croit dans les contreforts des monts Palani - et fleurit tous les 12 ans - est une particularité de la région.

## Démographie
La ville de Dindigul, chef-lieu du district du même nom, compte 292 132 habitants à proportion quasi égale d’hommes et de femmes. Le taux d’alphabétisation y est élevé : 94,36 % pour le sexe masculin et 86,79 % pour le sexe féminin, ce qui est largement au–dessus de la moyenne nationale de 78,8 %. 

## Économie

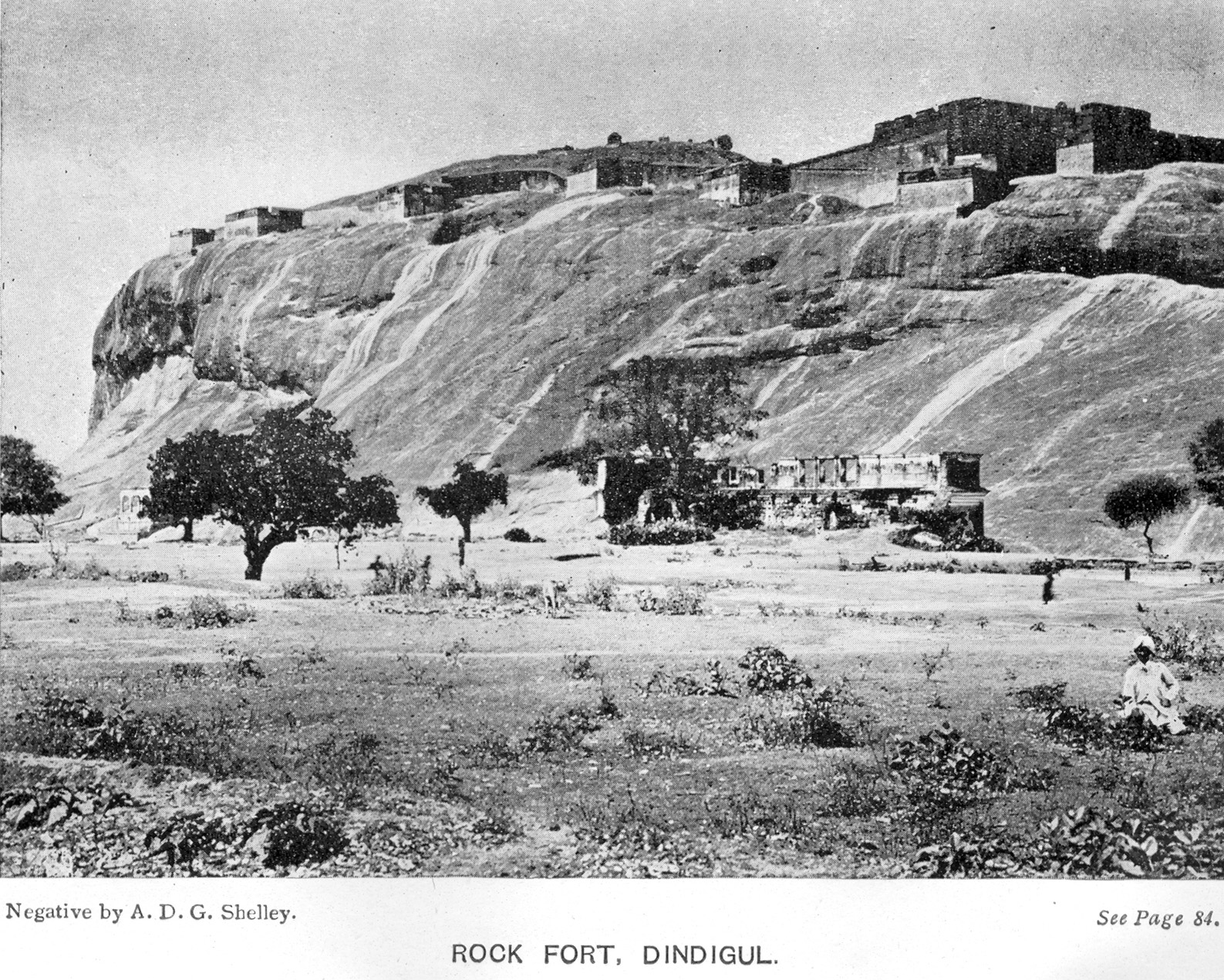
Ancien fort de Dindigul (photo:début XXe siècle)

- Agriculture : près de 70 % de la population vit directement ou indirectement des revenus de l’agriculture. La ville est un marché important pour les producteurs de cotons, oignons et les arachides.
- Textile: L’industrie de transformation du textile est la plus importante de l’État de Tamil Nadu.
- Tabac: Depuis l’époque coloniale la ville est un centre de l’industrie et de commerce du tabac. Il s’y trouve une importante manufacture de cigares.

## Patrimoine
- Grande Mosquée de Begumpur